# Lajos Kurunczy
Lajos Kurunczy (* 3. Juli 1896 in Budapest; † 22. Dezember 1983 ebd.) war ein ungarischer Sprinter.
Bei den Olympischen Spielen 1924 in Paris wurde er Vierter in der 4-mal-100-Meter-Staffel. Über 100 m sowie über 200 m schied er im Viertelfinale und über 400 m im Vorlauf aus.
Fünfmal wurde er Ungarischer Meister über 400 m (1917, 1918, 1922–1924), zweimal über 200 m (1917, 1921) und einmal über 100 m (1917).

## Persönliche Bestzeiten
- 100 m: 10,9 s, 1922
- 200 m: 22,0 s, 23. Juni 1923, Berlin
- 400 m: 49,7 s, 1923